# Peter Krause (Schauspieler)

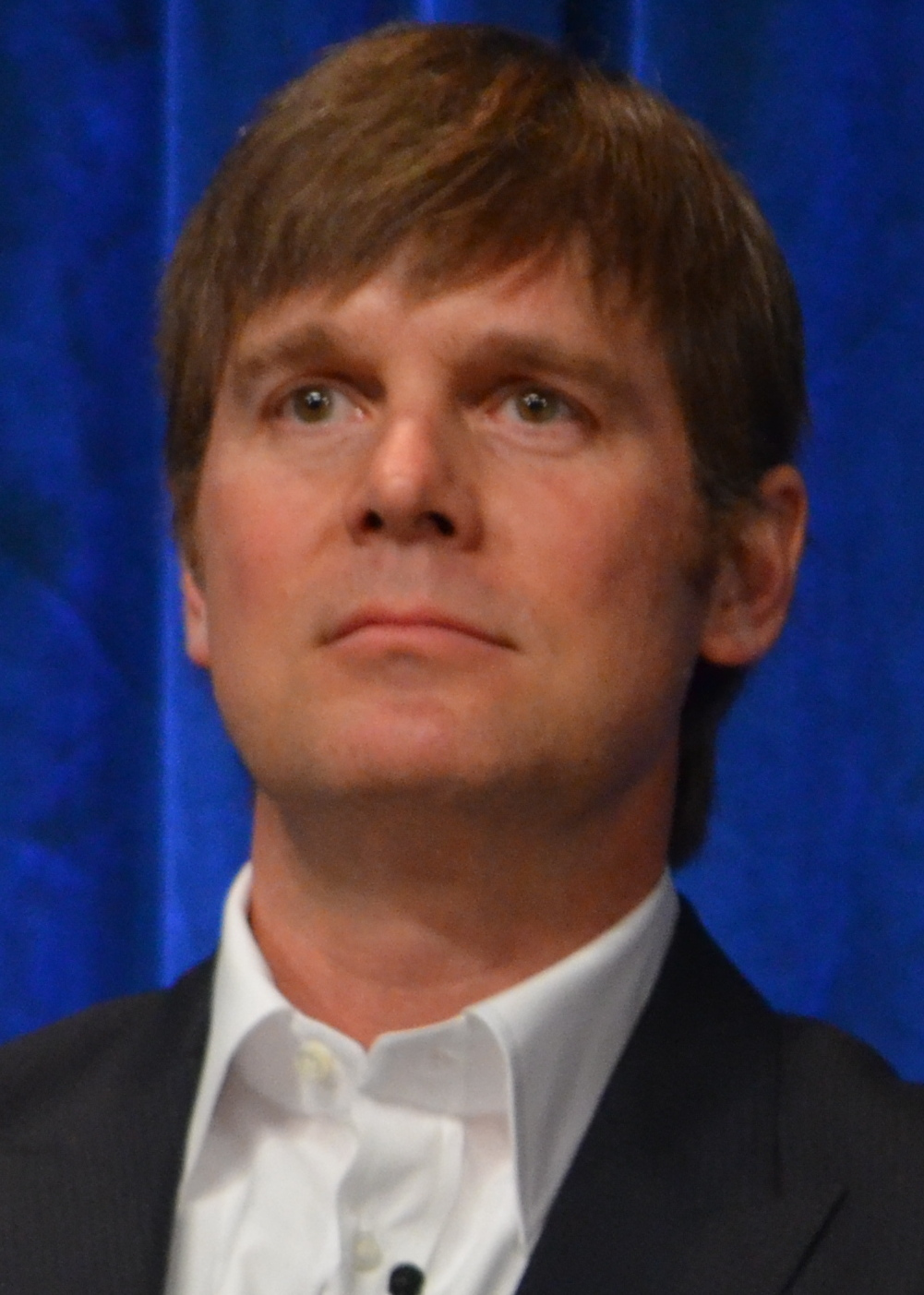
Peter Krause (2013)

Peter Krause (* 12. August 1965 in Alexandria, Minnesota) ist ein US-amerikanischer Schauspieler.

## Leben und Werk

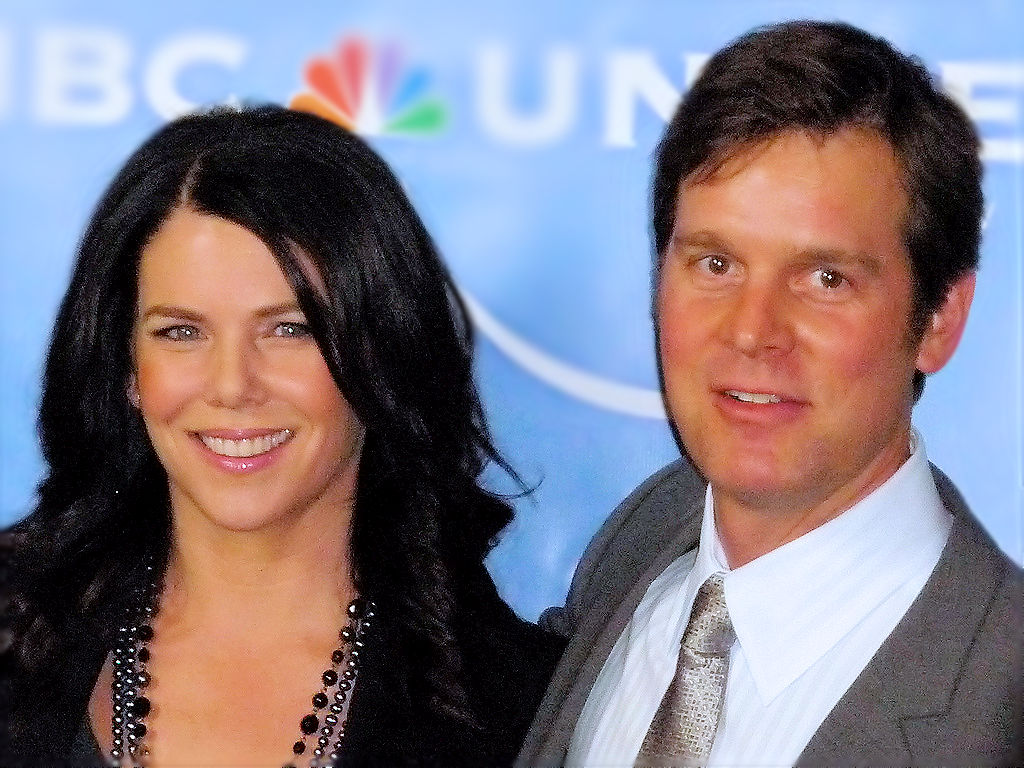
Graham und Krause im Februar 2008

In seiner Jugend war Krause, Sohn eines Lehrerehepaares, ein vielversprechender Leichtathlet, der nach einem Unfall beim Stabhochspringen in der High School diese Karriere beenden musste. Später wechselte er an das Gustavus Adolphus College in St. Peter und interessierte sich während seines Studiums der Englischen Literatur für das Theater. Er entschloss sich dazu, Schauspieler zu werden, und ging nach seinem Abschluss an die New York University, um dort am „Master of Fine Arts“-Programm teilzunehmen.
Er übernahm zu Beginn der 1990er Jahre Gastrollen in Fernsehserien wie Seinfeld, Beverly Hills, 90210 und Cybill und kleinere Rollen in weniger bekannten TV-Serien und Filmen. 1998 ergatterte er eine kleine Rolle in dem Film Die Truman Show an der Seite von Jim Carrey.
Während er als Barmann arbeitete, lernte er den Drehbuchautor Aaron Sorkin kennen. Von 1998 bis 2000 spielte Krause die Figur Casey McCall in der ABC-Komödie Sports Night, die von seinem Freund Sorkin entwickelt wurde. Obwohl die Serie von der Kritik gelobt wurde, gelang es ihr nicht, eine treue Fangemeinde an sich zu binden, und sie wurde deshalb nach zwei Staffeln abgesetzt.
International wurde Krause durch seine Rolle als Nate Fisher in der erfolgreichen HBO-Serie Six Feet Under – Gestorben wird immer bekannt, die 2001 in den USA startete und Krause zum Durchbruch verhalf. Krause erhielt zahlreiche Preise und Nominierungen für seine Darstellung des Bestattungsunternehmers Nate. Die Serie endete in den USA im Jahr 2005 mit der fünften Staffel.
Krause hat aus einer früheren Beziehung einen 2001 geborenen Sohn. Krause war von 2010 bis 2021 mit seiner Schauspielkollegin Lauren Graham liiert.

## Filmografie (Auswahl)
- 1992: Beverly Hills, 90210 (Fernsehserie, 3 Episoden)
- 1995: Caroline in the City (Fernsehserie, Episode 1x07)
- 1995–1997: Cybill (Fernsehserie, 23 Episoden)
- 1998: Die Truman Show (The Truman Show)
- 1998–2000: Sports Night (Fernsehserie, 45 Episoden)
- 1999: Chaos City (Spin City, Fernsehserie, Episode 3x16)
- 2001–2005: Six Feet Under – Gestorben wird immer (Six Feet Under, Fernsehserie, 63 Episoden)
- 2004: Wir leben nicht mehr hier (We Don’t Live Here Anymore)
- 2006: Civic Duty
- 2006: Das verschwundene Zimmer (The Lost Room)
- 2007–2009: Dirty Sexy Money (Fernsehserie, 23 Episoden)
- 2010–2015: Parenthood (Fernsehserie, 101 Episoden)
- 2011: Beastly
- 2015: Night Owls
- 2016–2017: The Catch (Fernsehserie, 20 Episoden)
- 2018: Ein Funken Gerechtigkeit (Saint Judy)
- 2018–2025: 9-1-1 (Fernsehserie, 121 Episoden)